# Lee E. Emerson

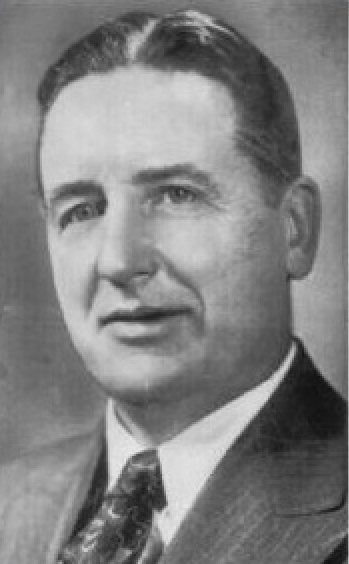
Lee E. Emerson

Lee Earle Emerson (* 19. Dezember 1898 in Hardwick, Caledonia County, Vermont; † 21. Mai 1976 in Berlin, Vermont) war ein US-amerikanischer Politiker und von 1951 bis 1955 Gouverneur des Bundesstaates Vermont.

## Frühe Jahre und politischer Aufstieg
Lee Emerson besuchte bis 1917 die Barton Academy. Seine Ausbildung wurde durch den Ersten Weltkrieg unterbrochen, an dem er als Soldat teilnahm. Nach dem Krieg setzte er seine Ausbildung an der Syracuse University fort, an der er 1921 seinen Abschluss machte. Nach einem anschließenden Jurastudium an der Law School der George Washington University wurde er 1926 als Rechtsanwalt zugelassen. Daraufhin begann er in Barton in seinem neuen Beruf zu arbeiten.
Emerson war Mitglied der Republikanischen Partei. In seiner Heimatstadt Barton übte er einige lokale Ämter aus. Zwischen 1933 und 1937 war er Bezirksstaatsanwalt im Orleans County. Zwischen 1939 und 1943 war er Abgeordneter im Repräsentantenhaus von Vermont und zeitweise Speaker dieser Kammer. Danach gehörte er für zwei Jahre bis 1945 dem Staatssenat an, dessen Präsident er wurde. Zwischen 1945 war er als Vizegouverneur Stellvertreter von Gouverneur Mortimer R. Proctor.

## Gouverneur von Vermont
Im Jahr 1950 wurde Emerson mit deutlicher Mehrheit gegen den Demokraten J. Edward Moran zum neuen Gouverneur seines Staates gewählt. Nach einer Wiederwahl im Jahr 1952 konnte er zwischen dem 4. Januar 1951 und dem 6. Januar 1955 im Amt bleiben. In seiner Amtszeit kam es zu einer Kontroverse, weil ein Professor der University of Vermont wegen angeblicher kommunistischer Neigungen entlassen worden war. Gouverneur Emerson gab auch eine Studie über die Zweckmäßigkeit einer Pipeline, die seinen Staat mit Gas versorgen sollte, in Auftrag. Eine andere Studie sollte untersuchen, ob es in Vermont rassistische Diskriminierungen gab. Im Bereich des Umweltschutzes wurde mit einem Gesetz zur Aufforstung den Kommunen bei der Anlegung neuer Wälder geholfen.

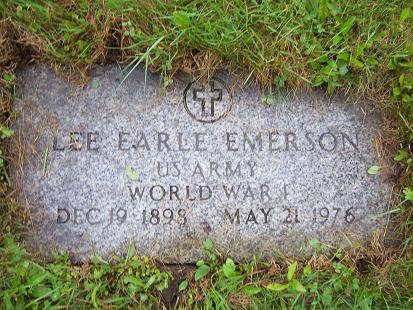
Emersons Grab in Barton, Vermont

Nach dem Ende seiner Gouverneurszeit wurde Emerson wieder als Rechtsanwalt tätig. Im Jahr 1958 bewarb er sich erfolglos um einen Sitz im US-Senat. Zwei Jahre später scheiterte auch ein Versuch, in das Repräsentantenhaus der Vereinigten Staaten gewählt zu werden. Gouverneur Emerson starb im Mai 1976. Mit seiner Frau Dorcas Ball hatte er zwei Töchter.